# Коч (река)
Коч — река в России, протекает в Ценогорском сельском поселении Лешуконского района Архангельской области. Длина реки — 59 км.
Начинается в сосново-берёзовом лесу на высоте около 200 метров над уровнем моря. Течёт по лесистой (основные породы — ель, берёза, сосна) местности в северном направлении. Устье реки находится в 266 км по левому берегу реки Мезени на высоте 35,6 метра над уровнем моря.
Ширина реки в среднем течении — 5 метров, глубина — 0,5 метра; в низовьях — 7 и 0,6 метра.
Основные притоки — Восточная Ялоя (лв), Лиственничный (пр), Ольховка (пр), Клочушный (пр), Становой (пр), Берёзовый (лв), Каменная (лв).

## Данные водного реестра
По данным государственного водного реестра России относится к Двинско-Печорскому бассейновому округу, водохозяйственный участок реки — Мезень от истока до водомерного поста у деревни Малонисогорская. Речной бассейн реки — Мезень.